# 4Ever
4Ever är ett samlingsalbum med Hilary Duff från 2006. Detta är Hilary andra samlingsalbum men detta album innehåller inga nya låtar och albumet släpptes bara i Italien. 

## Låtlista
1. Fly
2. Weird
3. Our Lips Are Sealed med Haylie Duff
4. Shine
5. Someone's Watching Over Me
6. Anywhere But Here
7. Who's That Girl? (Acoustic Version)
8. Jericho (2005 Remix)
9. Sweet Sixteen
10. Supergirl
11. Come Clean (Joe Bermudez & Josh Harris Main Mix)
12. Wake Up (DJ Kaya Long-T Remix)
13. Beat Of My Heart (Sugarcookie Remix)
14. So Yesterday (Radio Remix)
15. Fly (AOL Session)